# Onthophagus hoplocerus
Onthophagus hoplocerus är en skalbaggsart som beskrevs av Lea 1923. Onthophagus hoplocerus ingår i släktet Onthophagus och familjen bladhorningar. Inga underarter finns listade i Catalogue of Life.